# Pathfinder (Raumfähre-Modell)

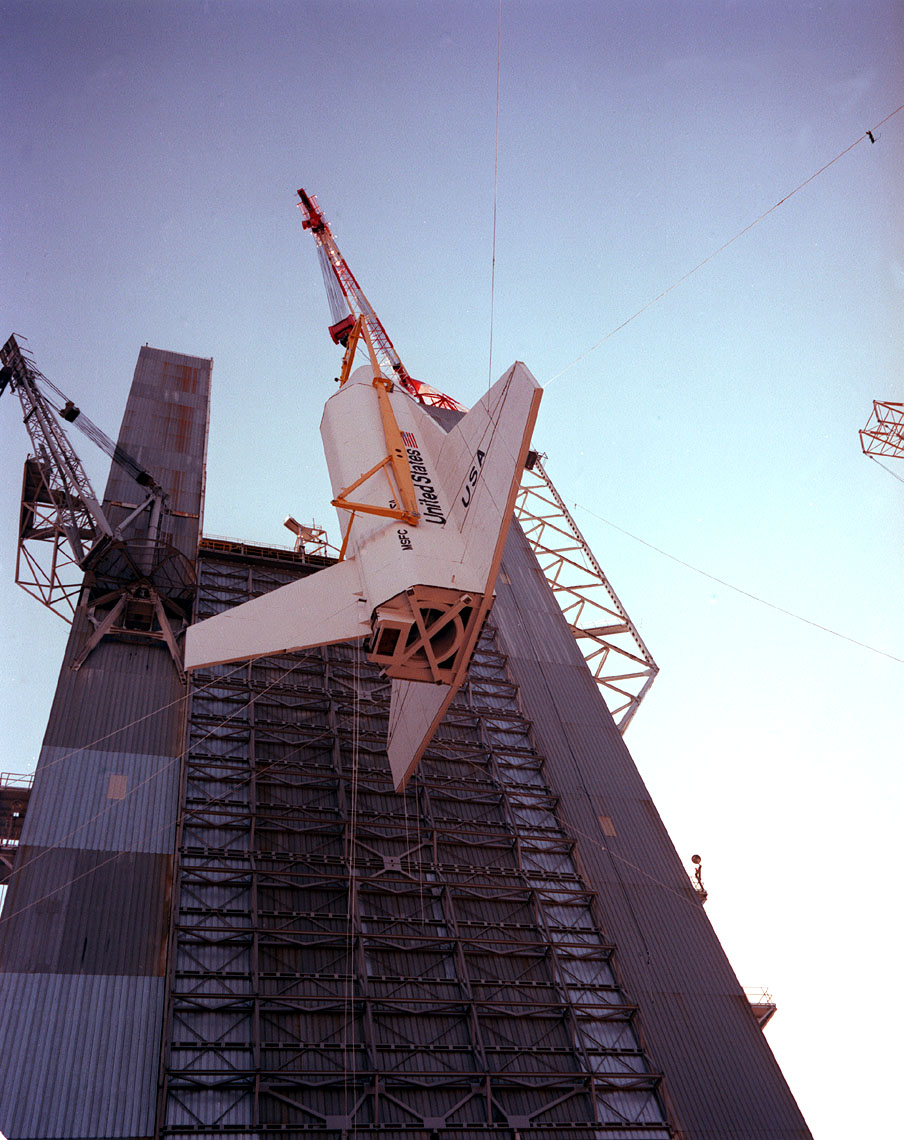
Ursprüngliche Konfiguration des Pathfinder-Modells

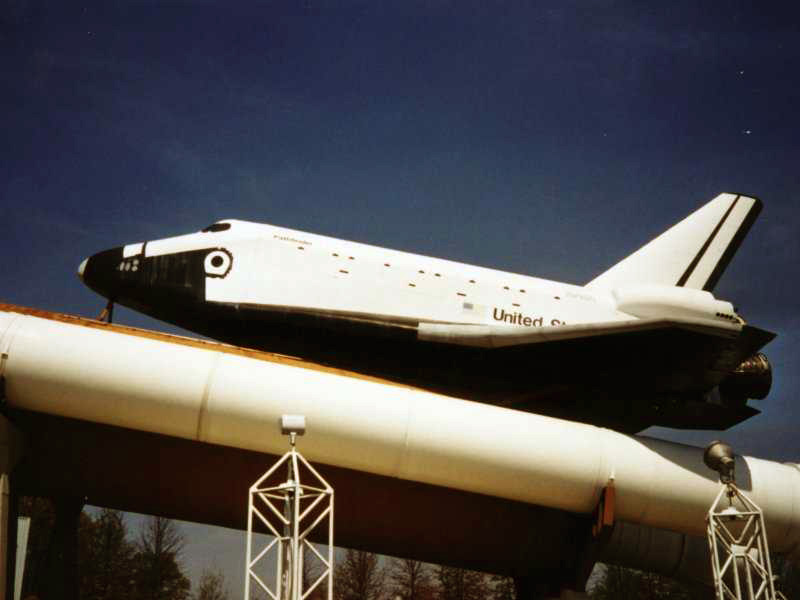
Pathfinder nach dem Umbau zum Ausstellungsmodell

Der Pathfinder (OV-098) ist ein 68 Tonnen schweres, nicht raumflugtaugliches Modell (Mock-up) des Space Shuttles, welches überwiegend aus Stahl gefertigt wurde. Es wurde 1977 von der NASA gebaut, um die Handhabung und die Montage der raumflugtauglichen Space Shuttles und deren Zubehörkomponenten – beispielsweise im Vehicle Assembly Building – zu erproben.
Der Pathfinder wurde später von Teledyne Brown Engineering aus Huntsville (Alabama) für die „Great Space Shuttle Exposition“ in Tokio (Japan) umgebaut, um einem echten Space Shuttle genauer zu entsprechen. Nachdem er dort für ein Jahr ausgestellt wurde, wurde es zurück in die Vereinigten Staaten gebracht und ist seitdem im U.S. Space & Rocket Center in Huntsville ausgestellt.